# Lydia Sesemann

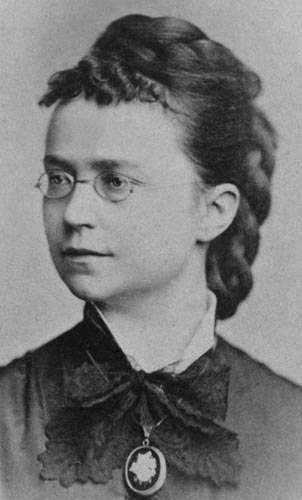
Lydia Sesemann

Lydia Maria Sesemann (* 14. Februar 1845 in Wyborg; † 28. März 1925 in München) war eine finnische Chemikerin deutscher Abstammung. Sie war die erste finnische Frau, die einen Doktorgrad erhielt.

## Leben und Werk
Lydia Sesemann wurde 1845 als Tochter des Großhändlers Mikael Carl Sesemann in Wyborg geboren. Seine zweite Frau und ihre Mutter war Antonie (Antoinette) Williams aus München. Die Familie war groß und bestand aus drei Töchtern und drei Söhnen aus erster Ehe sowie vier Töchtern und drei Söhnen aus zweiter Ehe. Die Familie Sesemann gehörte zur deutschen Handelsgesellschaft in Wyborg, deren Vorfahren 1661 von Lübeck eingewandert waren. Die Familie sprach auch über Generationen weiter die deutsche Sprache, was Lydia Sesemann das Studium in Zürich später erleichterte.
Laut ihren biografischen Angaben, die sie an die Universität in Zürich übermittelte, wurde Lydia Sesemann an einer privaten Schule unterrichtet.
1865 starb ihr Vater. Die Mutter zog danach mit den Töchtern Lydia und Helene Christina nach Stuttgart, wo sie zwischen 1867 und 1877 lebte. Lydia Sesemann nahm zur Vorbereitung auf das akademische Studium Privatstunden in Mathematik und Latein.
Sie begann zum Wintersemester 1869–1870 das Studium der Chemie an der Universität Zürich an der philosophischen Fakultät. Sie war die erste Frau, die an der Universität in Zürich Chemie studierte. Im Frühjahr 1874 verteidigte sie ihre Dissertation über Dibenzylessigsäure und eine neue Synthesemöglichkeit der Homotoluylsäure in der organischen Chemie. Ihre Promotionsarbeit wurde von den Professoren Victor Merz und Wilhelm Weith betreut. Sie war die erste Frau, die in Chemie promovierte.
1877 veröffentlichte Lydia Sesemann eine Präsentation ihrer Forschungsergebnisse in der zentralen Chemiezeitschrift Berichte der Deutschen Chemischen Gesellschaft. Bis 1877 blieb sie an der Universität in Zürich und ihre Forschungen wurden im selben Jahr in der Zeitschrift Chemisches Central-Blatt erwähnt. Im selben Jahr wechselte sie nach an das Physikalisch Chemische Labor der Universität Leipzig in Leipzig und wurde als erste Frau in die Deutsche Chemische Gesellschaft aufgenommen. Von 1896 bis 1901 lebte Lydia Sesemann mit ihrer Schwester Helene in München. Von 1903 bis 1907 lebten die Schwestern in Lausanne, von wo sie wieder nach München zurückkehrten, wo Lydia Sesemann 1925 im Alter von 80 Jahren verstarb.

## Veröffentlichungen (Auswahl)
- Ueber die benzylirte und dibenzylirte Essigsäure, 1873 in Berichte der Deutschen Chemischen Gesellschaft, Band 6, Teil 2 eingeschränkte Vorschau in der Google-Buchsuche
- Ueber Dibenzylessigsäure und eine neue Synthese der Homotoluylsäure, 1874 in Vierteljahrsschrift der Naturforschenden Gesellschaft in Zürich